# Міжнародне гуманітарне право

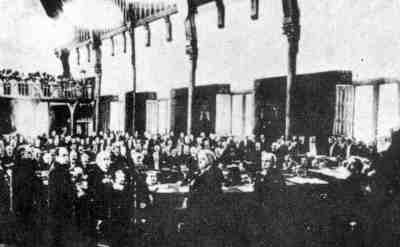
Засідання Гаазької конференції 1907 р.

Міжнародне гуманітарне право (право війни, право збройних конфліктів) — сукупність міжнародно-правових норм і принципів, які регулюють захист жертв війни, а також обмежують методи і засоби ведення війни.
Українське законодавство визначає міжнародне гуманітарне право (право збройних конфліктів) як систему міжнародно визнаних правових норм і принципів, які застосовуються під час збройних конфліктів, встановлюючи права і обов'язки суб'єктів міжнародного права щодо заборони чи обмеження використання певних засобів і методів ведення збройної боротьби, забезпечуючи захист жертв конфлікту та визначаючи відповідальність за порушення цих норм.
Міжнародне право збройних конфліктів кодифіковано у Гаазьких конвенціях та деклараціях 1899 і 1907 років, Женевських конвенціях про захист жертв війни 1949 року і Додаткових протоколах до них 1977 року, резолюціях Генеральної Асамблеї ООН та інших документах.
Гуманітарне міжнародне право – система конвенційних і звичайних норм та принципів міжнародного права, які, гуртуючись на засадах гуманізму і людяності,  спрямовані на забезпечення поваги до людини, її природних прав і свобод та захисту від свавілля  у період збройних конфліктів. Джерелами гуманітарного прав є міжнародні конвенції, які традиційно  в юридичній науці іменуються нормами женевського та гаазького права. Зокрема це такі основоположні  міжнародно-правові акти, як: Женевська конвенція про поводження з військовополоненими (1949 т р.), Женевська конвенція про захист цивільного населення під час війни (1949 р.), Гаазька конвенція про захист культурних цінностей на випадок збройного конфлікту (1954 р.)
Міжнародним гуманітарним правом забороняється: робити мирне населення або мирні об'єкти цілями ударів; завдавати не вибіркових ударів (не спрямовані на конкретну військову ціль або зброю), а також ударів, у результаті яких можна очікувати надмірну кількість жертв серед мирного населення в порівнянні з досягнутими військовими успіхами; використовувати голод серед мирного населення як засіб війни; завдавати ударів по об'єктах, що мають важливе значення для життєзабезпечення мирного населення; завдавати ударів по спорудах, що володіє значним енергетичним потенціалом (до таких належать греблі, дамби, АЕС). 30 травня 2008 року в Дубліні була прийнята Конвенція про заборону касетних бомб (до неї не приєдналися такі держави, як США, Китай, Росія).  

## Правовий статус держав по відношенню до конфлікту

### Стан війни. Оголошення війни. Агресія

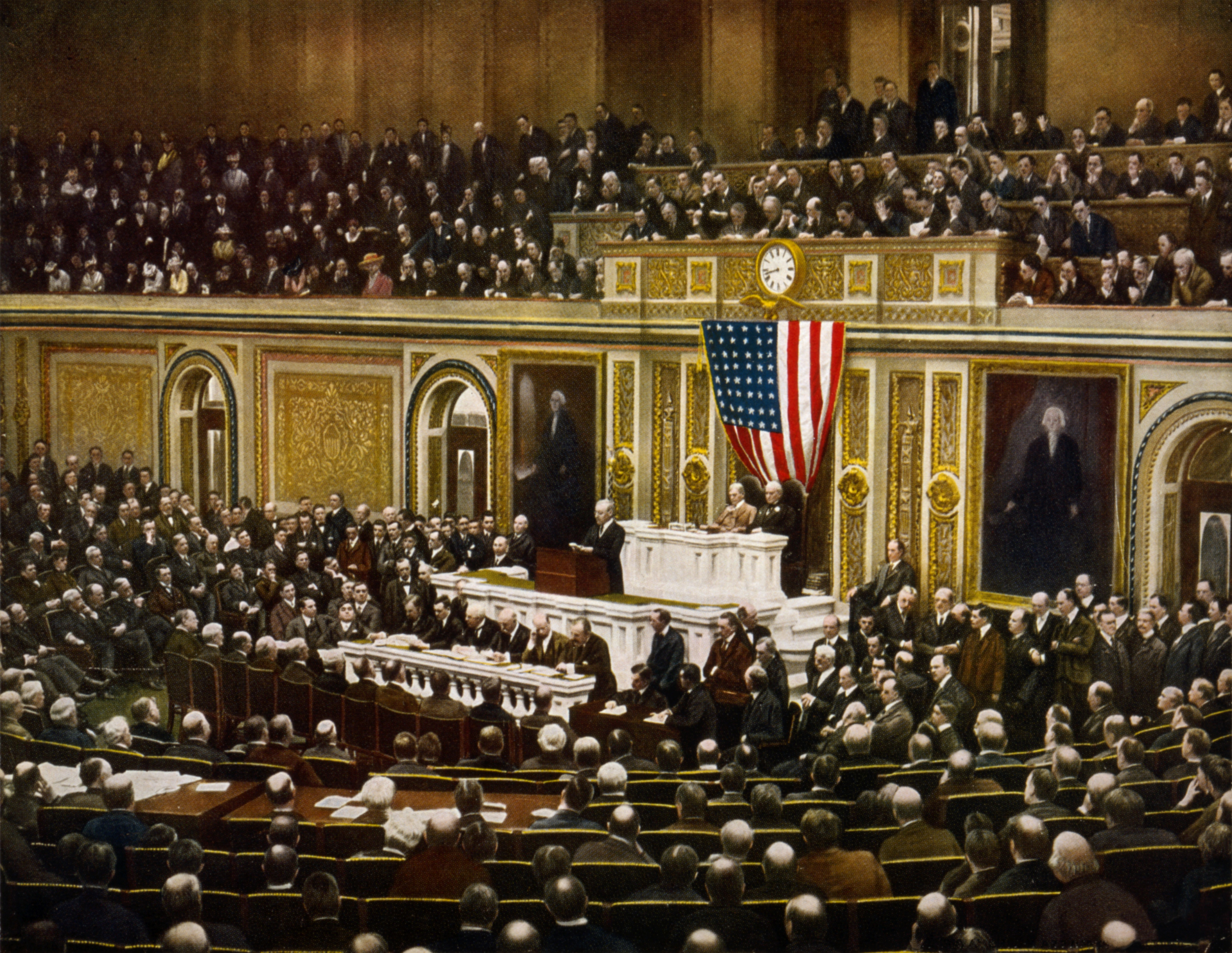
Президент США Вудро Вільсон просить Конгрес США підтримати оголошення війни Німеччині. Перша світова війна, 1917 рік.

Стан війни тягне за собою певні юридичні наслідки відповідно до міжнародних договорів. Стан війни виражається не тільки у відкритій збройній боротьбі держав, а й у розриві мирних відносин між ними (дипломатичних, торговельних та ін.)
Відповідно до Третьої Гаазької конвенції 1907 р. стану війни обов'язково повинно передувати попередження у формі обґрунтованого оголошення війни або ультиматуму з умовним оголошенням війни. Про стан війни повинні бути негайно повідомлені нейтральні держави..
З прийняттям Статуту ООН у 1945 році загроза сили або її застосування були заборонені за винятком випадків:
- індивідуальної або колективної самооборони.
- застосування сили за рішенням Ради Безпеки ООН.

Норми міжнародного права повинні застосовуватися і при військових діях, фактично розпочатих без оголошення війни.
Резолюція Генеральної Асамблеї ООН № 3314 від 14 грудня 1974 року визначає наступні дії як акти агресії:
- Вторгнення збройних сил на територію іншої держави, її анексія або окупація (навіть тимчасова);
- Бомбардування або застосування іншої зброї проти території іншої держави;
- Блокада портів або узбережжя іншої держави;
- Напад на збройні сили іншої держави;
- Застосування збройних сил, що знаходяться на території іншої держави за угодою з останньою, порушення умов угоди, а також перебування збройних сил на території іншої держави після закінчення дії угоди;
- Надання державою своєї території для здійснення агресії іншою державою у відношенні до третьої держави;
- Засилання озброєних банд, груп, найманців тощо від імені держави, які здійснюють акти збройної боротьби проти іншої держави, за серйозністю співставлені з попередніми пунктами.

### Нейтралітет
Нейтралітет — правовий статус держави, при якому вона утримується від дій, здатних залучити її в міжнародний військовий конфлікт.
Права та обов'язки держав, які є нейтральними по відношенню до конфлікту, визначає V Гаазька конвенція 1907 року
Територія нейтральних держав вважається недоторканною. Воюючим сторонам забороняється використовувати її для переміщення військ, військових вантажів і для встановлення обладнання зв'язку. Забороняється проводити вербування на території нейтральної держави. Остання, зі своєї сторони, зобов'язана не допускати порушення її нейтралітету з боку воюючих держав.
У разі, якщо на території нейтральної держави з'являються війська воюючих сторін, вона зобов'язана їх інтернувати на території, що знаходиться якнайдалі від театру війни. При цьому вона має право відпустити офіцерів під чесне слово не залишати нейтральній території. У разі, якщо на території нейтральної держави виявляться військовополонені, які втекли з місць утримання, вона зобов'язана їх звільнити.

#### Постійно нейтральні держави
Дані держави не розміщують на своїй території військових баз інших держав, у той самий час вони не позбавлені права на самооборону. У минулому статус постійного нейтралітету належав Бельгії (1813—1919), Люксембургу (1867—1944), в даний час постійно нейтральними державами є Мальта, Туркменістан, Лаос, Камбоджа, Австрія, Швейцарія. Дане положення жодною мірою не позбавляє державу суверенітету. У разі виникнення військового конфлікту постійно-нейтральні держави не повинні допускати використання своєї території водного і повітряного простору з метою військового примусу однієї держави іншою. Правовий статус постійно-нейтральної держави встановлюється і міжнародно-правовими актами, і внутрішнім законодавством країни. Внутрішнє законодавство країни в основному переважає над міжнародним законодавством, однак міжнародне визнання даного правового положення є визначальним.

## Війна і права людини

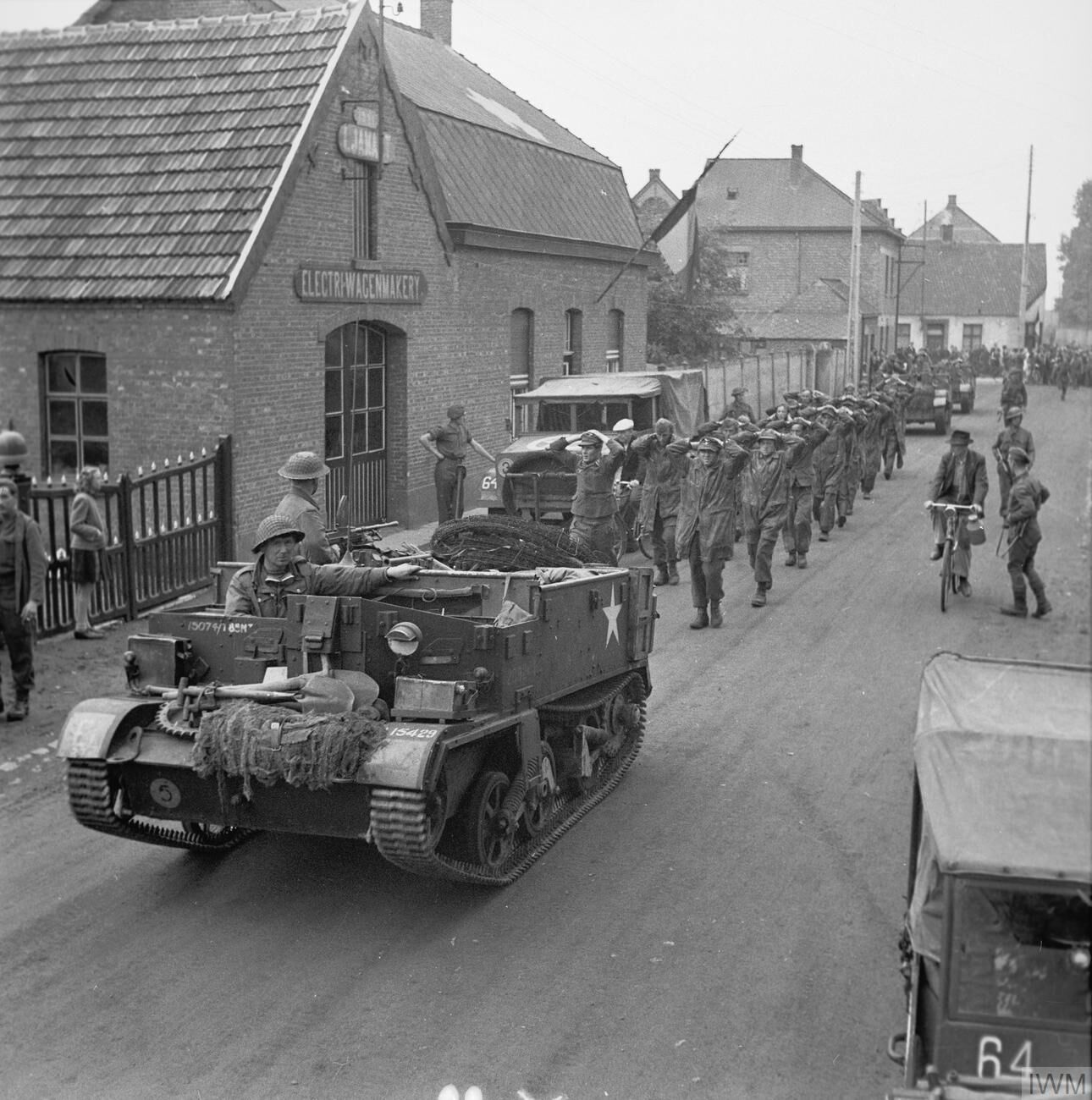
Німецькі солдати, взяті в полон британськими військами. 1944 рік.

### Учасники конфлікту
У міжнародному гуманітарному праві проводиться розмежування між комбатантами (тими, що воюють) і нонкомбатантами.
Особовий склад збройних сил сторони, що у конфлікті, а також особовий склад ополчення і добровольчих загонів, що входять до складу цих збройних сил і безпосередньо беруть участь у бойових зіткненнях, автоматично є комбатантами і користуються правами, визначеними міжнародними договорами.
Особовий склад інших ополчень і добровольчих загонів, включаючи особовий склад організованих рухів опору, які належать стороні, що перебуває в конфлікті, і діють на їх власній території або поза нею, навіть якщо ця територія окупована, є комбатантами і користуються правами, визначеними міжнародними договорами, якщо відповідають наступним умовам:
1. Мають на чолі особу, відповідальну за своїх підлеглих;
2. Мають певний і виразний видимий здалеку відмітний знак;
3. Відкрито носять зброю;
4. Дотримуються у діях законів та звичаїв війни;

До комбатантів відносяться:
- Особовий склад регулярних збройних сил і включені в них напіввійськові або збройні організації, особовий склад ополчень і добровольчих загонів, включені до складу збройних сил;
- Партизани, особовий склад ополчень і добровольчих загонів, включаючи організовані рухом опору, якщо вони відповідають чотирьом вимогам, наведеним вище;
- Населення неокупованої території, яке при наближенні ворога стихійно береться за зброю для боротьби із військами, що роблять вторгнення;
- Озброєні учасники національно-визвольних рухів, що борються проти колоніалізму, расизму та іноземного панування у здійсненні свого права на самовизначення (тільки для країн-учасниць Додаткового протоколу I 1977 р.).

Військові журналісти, інтендантський, військово-медичний склад і військові юристи вважаються некомбатантами, попри те, що входять до складу збройних сил.
Комбатанти, що потрапили у владу ворога, мають право на статус військовополоненого. Військові кореспонденти та інші особи, що виконують службові обов'язки, можуть не бути комбатантами, але можуть мати право на статус військовополоненого. При цьому право застосовувати зброю закріплено тільки за комбатантами. Якщо цивільні особи беруть участь у військових діях, вони втрачають свій статус і необхідний захист.

### Найманці
Найманці — особи, що діють у цілях отримання матеріальної винагороди, які не є громадянами жодної із сторін конфлікту, що не проживають постійно на їх території і які не є особами, спрямованими для виконання службових обов'язків, не можуть претендувати на статус комбатанта і військовополоненого. У ряді країн найманство визнається злочином і підлягає кримінальному переслідуванню. Слід розмежовувати найманців і добровольців: останні беруть участь у конфлікті з ідейних міркувань і є комбатантами.
Згідно з Першим Додатковим Протоколом до Женевських Конвенцій найманці не отримують статусу комбатанта і військовополоненого, але тим не менше з ними необхідно звертатися гуманно згідно зі ст. 3 обов'язкової для всіх Женевської Конвенції.

### Військовополонені
Права та обов'язки військовополонених регулюються IV Гаазькою конвенцією 1907 р. і III Женевською конвенцією (прийнята в 1929 р., переглянута в 1949 р.).
Статусом військовополоненого володіє будь-який комбатант, який потрапив під владу ворожої держави, а також некомбатанти, що входять до складу збройних формувань. Порушення даною особою міжнародних норм ведення військових дій не є підставою для позбавлення його цього статусу, за винятком випадків шпигунства. Проте, за вчинення міжнародних злочинів (але не за участь у бойових діях) військовополонений може бути підданий кримінальному переслідуванню.
Необхідно зауважити, що найманці та шпигуни взагалі не мають права на статус комбатанта, а значить, і військовополоненого.

### Статус шпигуна і розвідника
Відповідно до норм міжнародного гуманітарного права, будь-яка особа із складу збройних сил сторони, що перебуває в конфлікті, яка потрапляє під владу супротивної сторони в той час, коли вона займається шпигунством, не має права на статус військовополоненого, і з нею можуть поводитися як із шпигуном, тобто її можуть піддати кримінальному переслідуванню.
На відміну від шпигуна, розвідник, тобто особа зі складу збройних сил сторони, що перебуває в конфлікті, яка від імені цієї сторони збирає або намагається збирати інформацію на території, що контролюється супротивною стороною не вважатиметься особою, що займається шпигунством, якщо, діючи таким чином, він носить формений одяг своїх збройних сил. Таким чином, у разі полону розвідник має право на статус військовополоненого.
Особа із складу збройних сил сторони, що перебуває в конфлікті, яка не проживає на території, окупованій супротивною стороною, і яка займається шпигунством на цій території, не втрачає свого права на статус військовополоненого, і з нею не можуть поводитися як із шпигуном, за винятком тих випадків, коли її захоплено до того, як вона знову приєдналася до збройних сил, до яких вона належить.
Відповідно, з точки зору міжнародного права, розвідниками можуть вважатися тільки фронтові розвідники, що носять формений одяг своїх збройних сил. Всі агентурні розвідники є, за визначенням, шпигунами.

### Журналісти
Міжнародне гуманітарне право містить норми, що охороняють журналістів під час війни.
У зоні збройного конфлікту можуть працювати дві категорії журналістів:
- Військові кореспонденти (ст. 4.A (4) III Женевської конвенції 1949 р.)
- Журналісти, що перебувають у небезпечних професійних відрядженнях у районах збройних конфліктів (ст. 79 I Додаткового протоколу до Женевських конвенцій 1949 р.)[11]

У цій же статті вказується, що військові кореспонденти при попаданні в полон користуються таким же захистом, що і військовополонені.
Журналісти, що перебувають у небезпечних професійних відрядженнях у районах збройного конфлікту, не отримують акредитації у збройних силах, хоча можуть супроводжувати військові формування, — принаймні, прямої заборони на подібне супровід немає. Такі журналісти володіють статусом цивільної особи і, як наслідок, користуються захистом від нападу, якщо тільки вони не чинять дій, несумісних з їхнім статусом цивільної особи. Слід зауважити, що норма ст. 79 I Додаткового протоколу до Женевських конвенцій 1949 року відсильна і розкривається в статтях, в яких йдеться про захист цивільного населення.
Захист журналістів має на увазі не тільки необхідність робити ті чи інші дії, а й зобов'язання не вдаватися до певного роду діям по відношенню до них. Так, цивільні особи відповідно до ст. 51 (2) I Додаткового протоколу до Женевських конвенцій 1949 р. (у тому числі журналісти) не повинні бути об'єктом нападу, відповідно до ст. 52 Протоколу цивільні особи мають право на те, щоб до їх власності ставилися з повагою, якщо вона не має військового характеру.

### Цивільне населення і цивільні об'єкти
Забороняється:
- Робити мирне населення, окремих його представників або мирні об'єкти, цілями ударів;
- Завдавати не вибіркових ударів (не спрямовані на конкретну військову ціль або зброю), а також ударів, в результаті яких можна очікувати надмірну кількість жертв серед мирного населення в порівнянні з досягнутими військовими успіхами;
- Використовувати голод серед мирного населення як засіб війни;
- Завдавати ударів по об'єктах, що мають важливе значення для життєзабезпечення мирного населення;
- Завдавати ударів по спорудах, що володіє значним енергетичним потенціалом (до таких належать греблі, дамби, АЕС), якщо вивільнення цієї енергії може призвести до значних втрат серед мирного населення (за винятком випадків, коли такі споруди надають безпосередню підтримку озброєним силам і немає іншого розумного способу припинити цю підтримку);

У той же час, наявність цивільного населення в певному місці не є перешкодою для проведення військових операцій в цьому місці. Використання цивільного населення як «живого щита» прямо заборонено.
У протоколі також вказано, що при плануванні та проведенні військових операцій необхідно постійно дбати про те, щоб уникнути жертв серед мирного населення або, в крайньому випадку, звести їх до мінімуму.

## Заборонені засоби і методи ведення війни

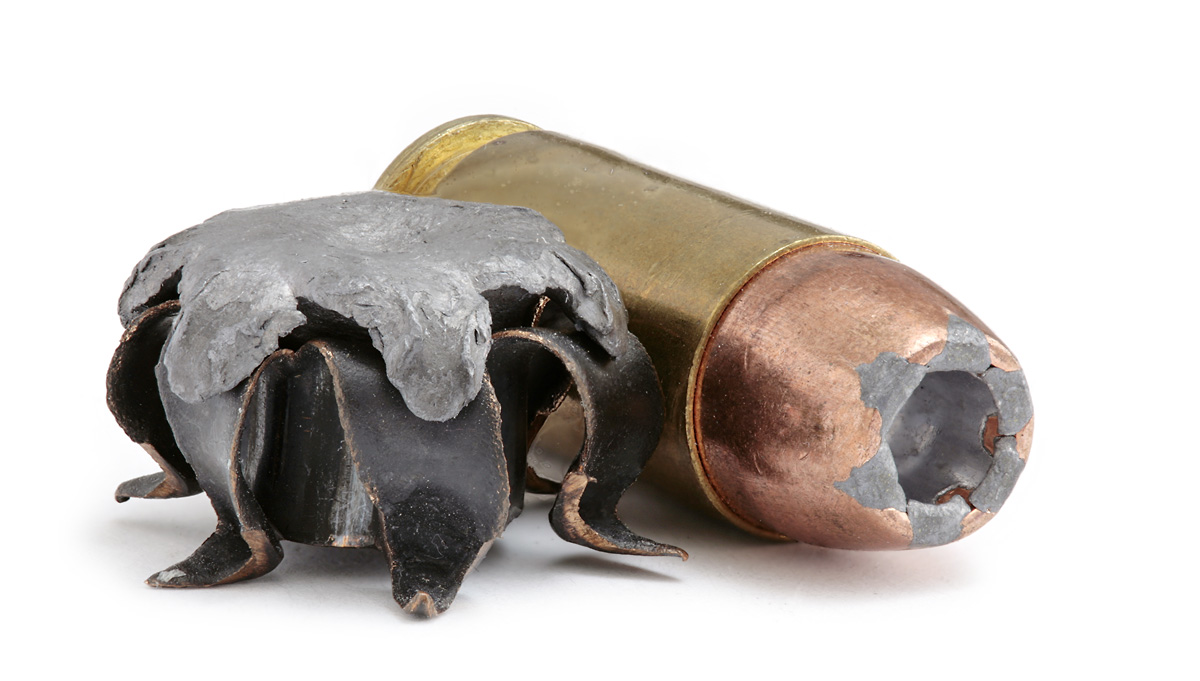
Експансивна куля, використання якої у збройних конфліктах заборонено

### Закони та звичаї війни
IV Гаазька конвенція 1907 р. вводить норму, згідно з якою право воюючих сторін застосовувати засоби ураження противника не є необмеженим.
Відповідно до цієї конвенції, а також додатковим протоколам до Женевських конвенцій 1949 р., заборонено:
- Використовувати отруту або отруєну зброю;
- Вбивати або ранити супротивника, який, поклавши зброю або не маючи можливості оборонятися, здався;
- Віддавати наказ не залишати нікого в живих, чи погрожувати або діяти таким чином;
- Використовувати зброю, боєприпаси або матеріали, створені з метою заподіяти зайві страждання;
- Вживати не за призначенням прапор перемир'я, національний прапор, знаки відмінності і уніформу, так само як і емблеми, певні в Женевській конвенції;
- Знищувати або конфісковувати власність ворога, якщо тільки це не продиктовано військовою необхідністю;
- Завдавати ударів по незахищених містах, селищах і будівлях;
- Оголошувати припиненими або позбавленими сили права чи вимоги підданих ворожої держави.

Крім того, забороняється використовувати підданих ворожої держави проти їхньої країни, навіть якщо вони перебували на військовій службі у цій державі до початку війни.
Під час облоги або бомбардування необхідно піклуватися про те, щоб по можливості не постраждали будівлі, призначені для потреб релігії, мистецтва, науки, доброчинності, а також шпиталі, пам'ятки історії та місця збору поранених і хворих, якщо тільки ці будівлі не використовуються у військових цілях.
Грабіж і мародерство заборонені.

### Заборонена зброя і боєприпаси
У Петербурзькій декларації 1868 зафіксована наступна ідея: оскільки метою війни є ослаблення супротивника шляхом виведення з ладу як можна більшого числа людей, то застосування зброї, що заподіює безглузді страждання людині, виводить з ладу, або, що робить її смерть неминучою, суперечить принципам гуманізму.
Ця ідея послужила підставою для заборони деяких видів зброї і боєприпасів.
| Вид зброї або боєприпасів                                      | Статус                  | По договору | Примітки |
| -------------------------------------------------------------- | ----------------------- | --- | --- |
| Розривні боєприпаси масою до 400 г.                            | заборонені              | Петербурзька декларація 1868 р. | Виключення можливості нанесення зайвих страждань. |
| Кулі, легко що розширюються або розриваються в тілі людини.    | заборонені              | III декларація до Гаагських конвенцій 1899 г. | До цих куль відносяться кулі з надрізами або порожнинами, наприклад, дум-дум, завдяки чому вони розриваються при вході в тіло людини, приносячи додаткові пошкодження. Крім того, такі кулі набагато швидше зупиняються і, таким чином, дозволяють використовувати всю кінетичну енергію кулі для руйнування. |
| Хімічна та біологічна зброя                                    | заборонені              | Конвенція про хімічну зброю 1993 р., Конвенція про біологічну зброю 1972 р., Женевський протокол 1925 р., II декларація до Гаазьких конвенцій 1899 р. | Ранні договори забороняли тільки використання хімічної і біологічної зброї. Договори 1972 і 1993 рр. забороняють як застосування, так і виробництво відповідних видів зброї. Існуючі запаси хімічної і біологічної зброї повинні бути згідно з цими договорами знищені в обумовлені терміни. |
| Зброя, що породжує уламки, невидимі в рентгенівських променях. | заборонено              | I протокол до Конвенції про деякі види звичайних озброєнь 1980.                                                                                       | До таких осколках відносяться невеликі шматочки пластмаси, дерева і скла. |
| Протипіхотні міни та міни-пастки.                              | заборонені або обмежені | Конвенція про заборону протипіхотних мін (Оттава, 1997), II протокол до Конвенції про деякі види звичайних озброєнь 1980 р.                           | Оттавська конвенція вводить повну заборону на виробництво, використання і накопичення протипіхотних мін. Однак багато держав (включаючи Росію, США і КНР) досі не підписали її. II протокол до Конвенції про деякі види звичайних озброєнь не забороняє використання протипіхотних мін, але накладає на нього обмеження: - міни повинні розташовуватися на чітко позначених і охоронюваних мінних полях або мати механізм самознищення, що спрацьовує від часу; - міни повинні виявлятися стандартними міношукачами. |
| Запальні зброя і боєприпаси                                    | обмежені                | III протокол Конвенції про деякі види звичайних озброєнь 1980 р.                                                                                      | Обмеження стосуються тільки того зброї, запальний ефект якого є основним. На його застосування накладаються наступні обмеження: - заборонено застосування будь-якого запального зброї по мирних об'єктах; - заборонено застосування запальних авіабомб у містах, селищах або поблизу таких (навіть по військових об'єктах). |
| Осліплююча лазерна зброя                                       | обмежено                | IV протокол до Конвенції про деякі види звичайних озброєнь 1980 р.                                                                                    | Заборонено використання лазерів, спеціально створених для перманентного засліплення. При цьому не заборонено застосування інших лазерів, навіть якщо вони можуть призвести до постійної сліпоти, якщо вони не були спеціально створені для цієї мети. |

Необхідно зауважити, що, всупереч поширеній думці, касетні бомби, боєприпаси об'ємного вибуху (термобаричні боєприпаси) і боєприпаси, що містять збіднений уран, прямо не заборонені чинними міжнародними договорами. У той же час, деякі з них можна віднести до зброї не вибіркової дії, застосування якого обмежено I протоколом до Женевських конвенцій 1949 р. 30 травня 2008 року в Дубліні була прийнята Конвенція про заборону касетних бомб. 1 серпня 2010 вона набрала чинності, проте до неї не приєдналися такі держави, як США, Китай, Росія..

## Військова окупація

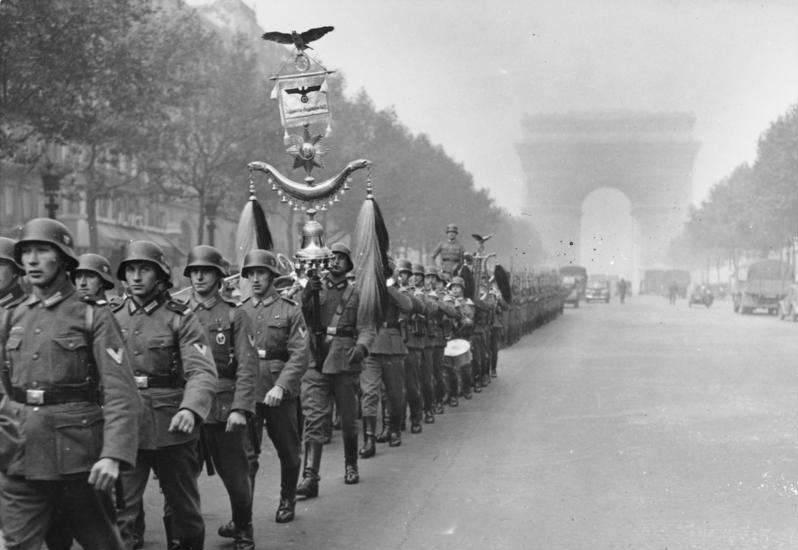
Німецькі окупаційні війська в Парижі, 1940-й рік.

Територія держави вважається окупованою, якщо фактична влада в ній перейшла в руки ворожої армії. Питання, пов'язані з окупацією, регулюються Гаазьким положенням 1907 року, IV Женевською Конвенцією 1949 року і деякими положеннями I Додаткового протоколу до Женевських конвенцій, прийнятого в 1977 році.
З переходом фактичної влади на території до окупаційної адміністрації остання зобов'язана зробити все від неї залежне для відновлення громадського порядку і спокою. Закони, перш встановлені на даній території, повинні зберігати свою силу, якщо тільки протилежне не продиктовано крайньою необхідністю. Повинні поважатися права сім'ї, окремих осіб і приватна власність. На окупованій території мають забезпечуватися основні права людини.
Окуповуюча держава не має права переселяти частину свого населення на територію, яку вона окуповує.
Заборонено примушувати населення окупованої території до видачі інформації про армію воюючого боку і про способи її оборони. Заборонено примушувати населення присягати на вірність ворожій державі. Заборонено карати осіб за діяння, яких вони не скоювали (колективні покарання).
Грабіж безумовно заборонений. Якщо ворожа держава збирає на території встановлені законною владою податки, воно повинна керуватися існуючими правилами оподаткування та нести витрати у розмірах, відповідних розміру витрат законного уряду на даній території. Контрибуція може бути стягнена тільки на основі розпорядження керівного командира, при цьому платникам контрибуції повинна видаватися розписка.
Армія, яка займає ту чи іншу область, має право заволодіти грошима, фондами, борговими вимогами та іншими активами, що належать безпосередньо ворожій державі, які можуть бути використані у військових цілях. У той же час власність громад, релігійних, художніх, освітніх, наукових і благодійних установ прирівнюється до приватної, навіть якщо останні належать державі-ворогові. Захоплення, пошкодження або знищення подібних установ, а також знищення історичних, культурних і наукових цінностей, забороняються і повинні переслідуватися.

## Відповідальність за воєнні злочини

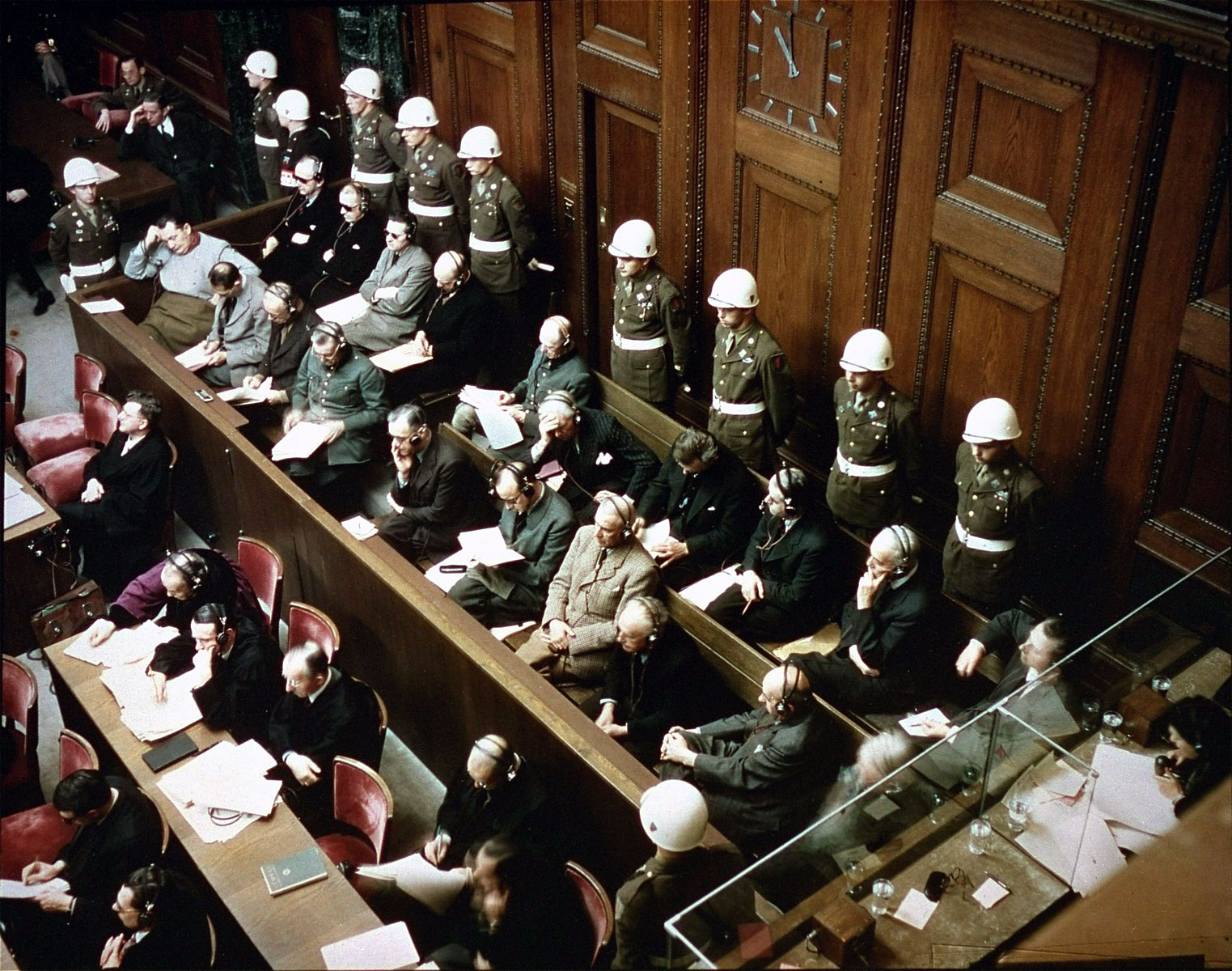
Нюрнберзький процес над високопоставленими воєнними злочинцями нацистської Німеччини.

Міжнародним правом встановлена не тільки особиста відповідальність за воєнні злочини і злочини проти людяності, але також і командна відповідальність. Стаття 86 I протоколу до Женевських конвенцій 1949 стверджує, що командир несе відповідальність за порушення конвенцій підлеглими в тому випадку, якщо він знав про можливість вчинення ними злочинів, але не вжив необхідних заходів для їх запобігання.

### Нюрнберзький і Токійський процеси
Після Другої світової війни були проведені Нюрнберзький і Токійський процеси, що мали на меті покарання воєнних злочинців нацистської Німеччини і мілітаристської Японії.
Нюрнберзький процес був організований державами-переможницями — СРСР, США, Великою Британією та Францією. У Токійському процесі, крім перерахованих вище, брали участь також Австралія, Канада, Китай, Індія, Нідерланди, Нова Зеландія і Філіппіни.
Таким чином, ці процеси були судами переможців над переможеними, на що вказують супротивники їх легітимності.

### Міжнародні трибунали по Руанді і колишній Югославії
Міжнародний трибунал по колишній Югославії і Міжнародний трибунал по Руанді були засновані Радою Безпеки ООН для покарання осіб, які здійснювали геноцид у Руанді та злочини в ході збройних конфліктів на території колишньої Югославії відповідно. Важливою особливістю Міжнародного трибуналу по колишній Югославії є те, що він розглядає справи про злочини, вчинені усіма сторонами збройних конфліктів у колишній Югославії.

### Міжнародний кримінальний суд
Для того, щоб не створювати окремий трибунал для кожного конфлікту, в 1998 у було вирішено створити Міжнародний кримінальний суд, у компетенції якого знаходяться воєнні злочини, для яких визначена універсальна юрисдикція. У 2002 у договір про його створення набув чинності, однак багато країн (включаючи Росію, США і Китай) не підписали або не ратифікували його. Більше того, США уклали з багатьма країнами двосторонні угоди про невидачу американських громадян Міжнародному кримінальному суду (часто такі договори містили також зустрічне зобов'язання з боку Сполучених Штатів не видавати громадян другої держави).
Римський статут Міжнародного кримінального суду підписаний в Римі 17 липня 1998 року. Даний статус став правовою основою діяльності  Міжнародного кримінального суду.
Відповідно до ст. 1 Римського статуту Міжнародного кримінального суду Міжнародний кримінальний суд є постійним органом та має повноваження здійснювати юрисдикцію стосовно осіб за найбільш тяжкі злочини, що викликають занепокоєння міжнародного співтовариства, та тільки доповнює національні органи кримінальної юстиції.
Україна ратифікувала  Римський статут  із заявами та поправками до нього Законом України № 3909-IX від 21.08.2024.
Відповідно до ст. 5 Римського статуту Міжнародного кримінального суду суд має юрисдикцію стосовно таких злочинів:
a) злочин геноциду;
b) злочини проти людяності;
c) воєнні злочини;
d) злочини агресії.
Співробітництво між Україною та Міжнародним кримінальним судом здійснюється у порядку, визначеному Кримінально-процесуальним кодексом України  та Римським статутом Міжнародного кримінального суду, з урахуванням особливостей, передбачених Законом України щодо ратифікації Римського статуту.
Співробітництво з Міжнародним кримінальним судом під час розслідування та судового розгляду забезпечує Офіс Генерального прокурора, а під час виконання вироків чи інших рішень Міжнародного кримінального суду, ухвалених за результатами розгляду справи, - Міністерство юстиції України.